# Eino Leino
Eino Leino (rodným jménem Armas Einar Leopold Lönnbohm; 6. července 1878 Paltamo – 10. ledna 1926 Tuusula) byl finský básník a novinář, považovaný za jednoho z největších básníků finské historie. Byl představitelem pozdního romantismu.

## Život
Byl sedmým a nejmladším synem v rodině deseti dětí. Ve dvanácti letech publikoval svou první báseň, v osmnácti svou první sbírku básní nazvanou Maaliskuun lauluja (Březnové písně). Zvolil si v té době umělecké jméno Leino, což ve finštině znamená „smutný či truchlivý“, což ladilo s poetikou romantismu. Stal se také členem skupiny Nuori Suomi (Mladé Finsko), k jeho nejbližším druhům patřili Pekka Halonen a Otto Manninen. On sám cítil velkou spřízněnost také se svými talentovanými současníky, hudebním skladatelem Jeanem Sibeliem, malířem Akseli Gallen-Kallelou či architektem Elielem Saarinenem, označoval sebe i je pojmem „uusromantiikot“ (novoromantici).
Roku 1903 vydal svou nejznámější sbírku Helkavirsiä (Svatodušní písně), v níž se silně inspiroval finským folklórem a starými mýty, zejména pak Kalevalou.
Vydal celkem více než sedmdesát knih, z toho třicet básnických. Hodně též přispíval do novin, zejména recenzemi, které byly velmi kousavé. Publikoval v liberálních denících Päivälehti a Helsingin Sanomat. Věnoval se též překládání, jako první přeložil do finštiny Danteho Božskou komedii, překládal též Goetheho, Schillera a mnoho dalších.
Jeho milenkou a přítelkyní byla finská básnířka L. Onerva, která také napsala podrobnou Leinovu biografii.
Závěr jeho života byl provázen řadou bohémských výstřelků.
Ve Finsku má stále pozici národního básníka, čehož důkazem je, že v anketě Velcí Finové, uspořádané finskou televizí v roce 2004, skončil na 36. místě.

## Překlady do češtiny
- Hrůza před prázdnotou (Tyhjyyden kammo). (1000 nejkrásnějších novell, sv. 64) Vilímek, Praha 1914. Přel. Ivan Schulz.
- Onervo! (několik dopisů Eina Leina). Světová literatura 1993, 4, s. 191–192. Přel. Ivana Muková.
- Sen o létu – Tak jsem se na tebe díval – Mdloba úzkosti – Věčné usínání – Nokturno – Zimní píseň – Děti závěje. Světová literatura 1992, 4, s. 47–49. Přel. Viola Čapková a Blanka Knotková-Čapková.